# Luken Beitia
Luken Beitia Aguirregomezcorta (Elgóibar, 30 de junio de 2004) es un futbolista español que juega de defensa para la Real Sociedad "B" de la Primera Federación.

## Biografía
Tras empezar a formarse como futbolista en las categorías inferiores de la Real Sociedad, finalmente fue convocado por el primer equipo en la temporada 2024-25, haciendo su debut el 21 de noviembre de 2024 en la Copa del Rey contra el FC Jove Español San Vicente. El 23 de febrero debutó en la Primera División contra el CD Leganés tras sustituir a Aritz Elustondo en el minuto 83.

## Clubes
| Club              | País   | Año       | Partidos | Goles |
| ----------------- | ------ | --------- | -------- | ----- |
| Real Sociedad "C" | España | 2021-2024 | 42       | 0     |
| Real Sociedad "B" | España | 2023-     | 43       | 1     |
| Real Sociedad     | España | 2024-     | 2        | 0     |